# Scythris camelella
Scythris camelella is een vlinder uit de familie dikkopmotten (Scythrididae). De wetenschappelijke naam van deze soort is voor het eerst geldig gepubliceerd in 1907 door Walsingham.
De soort komt voor in tropisch Afrika.